# Jacek Kaczmarski
Jacek Marcin Kaczmarski (22. marts 1957 i Warszawa – 10. april 2004 i Gdańsk) var en polsk barde, digter og forfatter.
Kaczmarski var meget produktiv, både når det drejer sig om antallet af sange og deres længde. Han er mest kendt for sine sange med historiske, politiske og samfundsmæssige emner.
Kaczmarskis biografi er fast knyttet til Polens nyeste historie. Hans navn sættes i forbindelse med begyndelsen af Solidarność-bevægelsen. Under kommunismen blev hans sange distribueret gennem uofficielle, private kanaler. Han var den kunstneriske stemme for den anti-kommunistiske opposition.